# It's Always Fair Weather
It's Always Fair Weather is een Amerikaanse muziekfilm uit 1955, in Cinemascope. De regie berust bij Gene Kelly en Stanley Donen, met hoofdrollen voor Gene Kelly en Cyd Charisse.
Het scenario is geïnspireerd op het idee achter de roman De drie musketiers, twintig jaar later (Vingt ans après), van Alexandre Dumas. Het gaat over drie Amerikaanse soldaten die elkaar tien jaar na de Tweede Wereldoorlog weer tegenkomen. Het was aanvankelijk bedoeld als een onafhankelijk vervolg op On the Town.
Financieel gezien was de film een teleurstelling; ze kwam nauwelijks uit de kosten (het budget bedroeg meer dan 2 miljoen dollar). Het markeert ook het einde van de succesvolle periode van de MGM-musicals (onder leiding van Arthur Freed), en van de samenwerking tussen Gene Kelly en Stanley Donen.
De kritieken waren desondanks goed en de film kreeg twee Oscarnominaties, een voor het Beste originele scenario en een voor de Beste Muziek.

## Verhaal
Drie Amerikaanse soldaten, Ted, Doug en Angie, hebben in de Tweede Wereldoorlog naast elkaar gevochten en zijn kameraden geworden. Als de oorlog is afgelopen brengen ze nog een nacht door in Tim's bar in New York. Ze zijn jong en de wereld ligt voor hen open. De hele nacht vertellen ze elkaar hun plannen voor de toekomst. Voor ze uit elkaar gaan zweren ze om over tien jaar nog eens bij elkaar te komen in dezelfde bar. 
Tien jaar later ontmoeten de drie elkaar inderdaad weer. Maar ze zijn niet meer de onbezorgde jongemannen van 1945. Ted is nu een louche manager van boksers, en zweeft op de rand van faillissement. Doug heeft een leidinggevende functie bij een succesvol reclamebureau; hij is een stijve hark geworden en 'koestert' zijn derde maagzweer. Angie ten slotte is eigenaar van een hamburgertentje in het plaatsje Schenectady; hij is huisvader met vrouw en kinderen.
Alleen Angie is uit zichzelf naar New York gekomen. Ted had eigenlijk de afspraak vergeten en herinnert zich pas op het laatste moment dat ze zouden samenkomen. Ook Doug was de afspraak vergeten en is toevallig in New York voor een congres. De reünie is een fiasco, de mannen zitten een beetje met de samenkomst in hun maag. Zeker als blijkt dat niemand is geworden wat hij wilde zijn. 
Op spectaculaire wijze komt het toch nog goed.

## Rolverdeling
| Acteur       | Personage          |
| ------------ | ------------------ |
| Gene Kelly   | Ted Riley          |
| Cyd Charisse | Jackie Leighton    |
| Dan Dailey   | Doug Hallerton     |
| Michael Kidd | Angie Valentine    |
| Dolores Gray | Madeline Bradville |

## Voorgeschiedenis
Betty Comden en Adoplh Green besloten in 1954 een vervolg te schrijven op On the Town. Deze film over drie matrozen die een dag doorbrengen in New York was een groot succes geweest. Comden en Green wilden graag Gene Kelly nog een keer samenbrengen met de andere hoofdrolspelers uit On the Town, Frank Sinatra en Jules Munshin. Aanvankelijk wilde men er een Broadwayproductie van maken, maar Gene Kelly zag meer in een MGM filmmusical. Recentelijk had Kelly gespeeld in films die waren opgenomen in Europa (Invitation to the Dance bijvoorbeeld), vanwege de belastingvoordelen. Helaas hadden de films niet veel opgebracht en ook de belastingvoordelen waren ingetrokken. Kelly keerde daarom terug naar de VS en zocht weer contact met zijn oude partner Stanley Donen. Donen had hier echter niet zo'n trek in. Hij was inmiddels een succesvol regisseur en had net een kaskraker gemaakt met Seven Brides for Seven Brothers. Onder grote druk van MGM gaf Donen uiteindelijk toe.

## Acteurs
Dore Schary, de nieuwe productiemanager van MGM wilde niet meer in zee gaan met Sinatra of Munshin. Sinatra had inmiddels een reputatie als een acteur waar niet mee viel te werken en Munshin was eenvoudigweg niet populair genoeg. Dus koos Gene Kelly voor Dan Dailey en Michael Kidd. Dailey stond onder contract bij MGM als danser/acteur en Kidd was zowel acteur als choreograaf. Hij choreografeerde onder andere Guys and Dolls en The Band Wagon.

## Productie
De productie begon op 13 oktober 1954 en liep door tot mei 1955. De filmopnames werden gemaakt tussen 13 oktober 1954 en 15 maart 1955. In de postproductie besloot Gene Kelly om de zangstem van Cyd Charisse te laten inzingen door Carol Richards en die van Michael Kidd door Jud Conlon. Tijdens de opnames was Kelly, altijd een professional en perfectionist, niet bijster aardig voor zijn acteurs en actrices. Hij was niet snel tevreden en eiste van iedereen dezelfde inzet die hij zelf toonde. Er gaan verhalen dat Kelly met opzet een solonummer van Michael Kidd uit de film haalde omdat hij een hekel aan hem had. 
De samenwerking met Stanley Donen ging dramatisch. De onderlinge vriendschap was inmiddels op een nulpunt gekomen en beide mannen zouden na deze film jarenlang niet meer met elkaar spreken. Tijdens de opnamen hadden ze verschrikkelijke ruzies over de artistieke kant van de film. Donen was erg geprikkeld over het feit dat hij bijna gedwongen werd om weer met Kelly te werken, terwijl hij daarvoor nauwelijks genoemd werd op de aftiteling. Kelly had ook diverse ruzies met zijn assistent-choreografe, Jeanne Coyne, die ook nog eens de ex van Stanley Donen was. 
Ook maakte Kelly zich druk over het feit dat de film in Cinemascope moest worden opgenomen. Volgens hem ging het nieuwe filmformat niet samen met het dansen.

## Muziek
De volgende liedjes en muziek zijn in de film te horen (de teksten zijn van Betty Comden en Adolph Green en de muziek van André Previn):
- "Overture"
- "March, March" (gezongen door Gene Kelly, Dan Dailey, Michael Kidd)
- "The Binge"
- "The Time For Parting" (gezongen door Gene Kelly, Dan Dailey, Michael Kidd)
- "10-Year Montage"
- "The Blue Danube (Why Are We Here)" (gezongen door Gene Kelly, Dan Dailey, Michael Kidd)
- "Music Is Better Than Words" (gezongen door Dolores Gray)
- "Stillman's Gym" (gezongen door Lou Lubin)
- "Baby You Knock Me Out" (gezongen door Cyd Charisse, Lou Lubin)
- "The Ad Men" (Gezongen door Dan Dailey, Paul Maxey)
- "Once Upon A Time" (gezongen door Gene Kelly, Dan Dailey, Michael Kidd)
- "Situation-Wise" (gezongen door Dan Dailey)
- "The Chase"
- "I Like Myself" (gezongen door Gene Kelly)
- "Klenzrite" (gezongen door Dolores Gray)
- "Thanks A Lot, But No, Thanks" (gezongen door Dolores Gray)
- "The Time For Parting (Finale)" (gezongen door David Burns en ensemble )

Een aantal nummer sneuvelden:
- "Love Is Nothing but a Racket" (gezongen door Gene Kelly en Cyd Charisse)
- "Jack and the Space Giants" (gezongen door Michael Kidd)
- "I Thought They Would Never Leave" (gezongen door Dolores Gray)

## Ontvangst
De film kreeg goede kritieken, maar leed al snel onder het slechte publiciteitsbeleid van MGM. Normaliter werd een MGM-musical met de nodige extra promotie uitgebracht, maar ditmaal koos de studio er voor de film uit te brengen als een dubbelpakket voor de drive-inbioscopen, samen met Bad Day at Black Rock. Het werd een fiasco. De film bracht niet eens de kosten op. De reden hiervoor kan hebben gelegen in het feit dat It's Always Fair Weather slechts bij momenten een vrolijke en sprankelende musical is. De personages zijn cynisch en jaloers en laten zich leiden door motieven als misdaad, gewin en burgerlijkheid. Een andere reden was ook dat de gemiddelde Amerikaan steeds minder naar de bioscoop ging en thuis bleef voor de televisie. Componist André Previn ging zelfs zover dat hij zei dat de film zonder liedjes veel beter ontvangen zou zijn. Veel critici zien in de slechte ontvangst van de film ook het einde van de MGM-musicalfilm en daarmee van een tijdperk.